# Sandra Luna
Sandra Luna (Sandra Montoya; * 27. Februar 1966 in Buenos Aires) ist eine argentinische Tangosängerin.

## Leben
Luna begann ihre Laufbahn als Sängerin im Alter von sechs Jahren und trat bereits neunjährig mit den Orchestern von Héctor Varela und Armando Cupo auf. Im Caño 14 sang sie begleitet von Atilio Stampone neben Roberto Goyeneche. Sie erhielt 1983 den Preis als Revelación del Año und wurde im Folgejahr von Mariano Mores als Sängerin seines Orchesters engagiert. 1986 unternahm sie eine Japantournee mit dem Orchester José Colángelos, mit dem sie zwei CDs als Gastkünstlerin aufnahm.
Im Jahr 1987 trat sie im Casablanca mit Leopoldo Federico und Hugo Marcel auf, später holte sie Osvaldo Berlingieri für Auftritte mit Raúl Lavié an das Michelangelo. Bei einer Tournee durch die USA trat sie 1990 in Atlanta, Washington und New York auf. Ab 1992 lebte sie sechs Jahre in Spanien. Dort nahm sie u. a. am Festival de Sitges in Barcelona, am Festival de Tango in Granada und am Festival de música étnica in Valladolid neben Musikern wie Montserrat Caballé, Tomatito, Alberto Cortés, und Rocío Jurado teil und trat auf Einladung von Imperio Argentina in Granada auf.
1997 kehrte sie nach Buenos Aires zurück, von wo aus sie kurz darauf zu einer Japantournee mit dem Orchester Carlos Bounos aufbrach. 2001 nahm sie mit dem Arrangeur und Bandleader Lucho Servidio die CD Tangos del alma auf. Im gleichen Jahr trat sie mit dem Orquesta Nacional de Música Argentina “Juan de Dios Filiberto” unter Leitung von Atilio Stampone auf und reiste mit dem Sexteto Mayor nach Chile und gastierte mit Carlos Buono in der Show Una Noche en Buenos Aires unter anderem im Cane-Cao in Rio de Janeiro. Zum Ende des Jahres hatte sie bei einer Tournee durch Belgien und die Niederlande u. a. einen Auftritt im Concertgebouw in Amsterdam. 
2003 produzierte Serge Glansberg mit ihr die CD Tango Varon, die 2003 für einen Grammy als Best Traditional World Music Album nominiert wurde. Die Fundación Konex zeichnete sie als Cantante de Tango Femenina de la Década aus. Mit dem Album tourte sie 2004 durch Schweden, Estland, Litauen, Lettland, Frankreich, Deutschland, Großbritannien (wo sie am Jazzfestival in London teilnahm), Belgien, die Vereinigten Staaten und Kanada, und sie präsentierte es in Buenos Aires im Teatro General und im Teatro Alvear mit dem Orquesta del Tango de Buenos Aires.
2006 produzierte Luna die der Arbeit Eladia Blázquez’ gewidmete CD Con Las Alas De Eladia, die vom Kulturministerium als Interés Cultural deklariert wurde. Im Sommer des Jahres trat sie mit Jorge Waisburd und José Ogivieki in der Show mit dem Titel Muriéndonos de Amor auf, im September war sie Gastsängerin des Orquesta del Tango de Buenos Aires unter Leitung von Raúl Garello am Centro Cultural de Adrogué. Anfang 2007 präsentierte sie auf Einladung der Secretaría de Cultura de la Nación mit José Colangelo die Eröffnung des Zyklus Manzi somos todos zu Ehren des Dichters Homero Manzi.
Mit Raúl Luzzi leitete sie 2008 die Show El Pulso de los Dos. 2010 trat sie beim ersten Zero Hour Tango Fest in Indianapolis auf, 2011 mit Pablo Ziegler und seinem Quartett im Jazzclub Birdland und 2013 mit Yamandú Costa beim Jazzfestival in Rio de Janeiro. Sie gibt Meisterkurse und Workshops und präsentiert in einer Radiosendung Weltmusik und insbesondere Tango.

## Diskographie
- Tangos del alma, 2001
- Tango Varón, 2003
- Con Las Alas De Eladia, 2008
- Solos, 2010
- Éxitos, 2014
- Inmensidad, 2019
- Vivo, 2020
- Amalgama, 2022